# Красноталівська сільська громада
Красноталівська сільська об'єднана територіальна громада — колишня об'єднана територіальна громада в Україні, в Станично-Луганському районі Луганської області, з адміністративним центром в селі Красна Талівка.

## Загальна інформація
Площа громади — 175,56 кв. км, населення — 1 946 (2018 р.).

## Населені пункти
До складу громади увійшли села Благовіщенка, Красна Талівка, Красний Деркул та селище Талове Станично-Луганського району.

## Історія
Утворена 27 липня 2018 року шляхом об'єднання Красноталівської та Талівської сільських рад Станично-Луганського району Луганської області.
Перспективним планом формування громад Луганської області передбачено ліквідацію громади з приєднанням території до складу Широківської сільської територіальної громади новоствореного Щастинського району Луганської області.

## Соціальна сфера
Станом на 2019 рік на утриманні громади перебували 2 фельдшерсько-акушерські пункти, амбулаторія, 2 школи, 2 дитячих садки, 3 бібліотеки та 3 заклади культури.